# 斯泰利布里奇
斯泰利布里奇（Stalybridge）是英國大曼徹斯特地區的一個城市。據2011年人口普查，斯塔利橋有人口23,731人。

## 友好城市
- 法國 阿尔芒蒂耶尔